# Place Stanislas
Place Stanislas (ofte omtalt som Place Stan) er et torv i byen Nancy i Lorraine i Frankrig. Torvet blev fra 1752-55 udviklet som del af en ny byplan, initieret af hertug Stanislaw Leszczynski.
Sammen med de to torve Place de la Carrière og Place d'Alliance, som ligger i umiddelbar nærhed og er en del af den samme byplan, blev torvet i 1983 opført på UNESCOs verdensarvsliste, som et eksempel på storartet byplanlægning. De to andre torve ligger i forlængelse af Place Stanislas akser.

## Historie
Torvet var tænkt som et hovedprojekt i den nye byplan som hertug Stanisław igangsatte for at sammenbygge den gamle by med den nye, anlagt af Karl 3. af Lothringen i 1588. Planen sammenknyttede også byens rådhus og regeringsbygningen. Hertug Stanisław havde tidligere være konge af Polen i to omgange, men var blevet afsat. Han modtog Lorraine som et «personlig hertugdømme» på livstid af svigersønnen, den franske konge Ludvig 15..
Både torvet og bygningerne omkring det blev tegnet af Stanisławs hoffarkitekt Emmanuel Héré de Corny (1705–63). En bronzestatue af Ludvig 15. blev udført af Barthélémy Guibal og Paul-Louis Cyfflé. Statuen blev nedrevet under den franske revolution og erstattet med en enkel bevinget figur. Torvet blev omdøbt til «Place du Peuple», senere til «Place Napoléon». Torvet fik sit nuværende navn efter at der i 1851 ble opsat en bronzestatue af hertug Stanisław (Stanislas på fransk), udført af Georges Jacquot (1794–1874).

## Plan
Torvet måler 125 x 106 meter. Det er dekoration med lys okersten, med to sorte diagonaler i kryds over pladsen. 
Rådhuset optager torvets sydside, sammen med en retsbygning. I vest ligger Musée des Beaux Arts i et bygning som tidligere var medicinsk fakultet. Torvets østside præges af et hotel og operaen, som tidligere var biskoppens palads. Af militærstrategiske grunde var bygningerne på nordsiden lavere. 
I torvets nordvestlige og nordøstlige hjørner er der fontæner. En triumfbue, Arc Héré indrammer midtaksegaden som leder ud af torvet mod nord. Gaden går til Place de la Carrière, hvor den bliver en træomkranset avenue, med symmetriske bygninger i hele sin længde. 

## I vor tid
Fra 1958 til 1983 blev torvet brugt som parkeringsplads. Fra 2004-05 blev det restaureret, for at stå nyopudset til 250-årsjubilæet i maj 2005.